# 人民胜利党
人民胜利党（西班牙語：Partido por la Victoria del Pueblo，缩写为PVP）是乌拉圭的一个左翼政党。该党成立于1975年7月。该党参加左翼政党联盟广泛阵线。该党是圣保罗论坛的成员。